# Federazione Toscana BCC
La Federazione Toscana Banche di Credito Cooperativo, nota anche con l'acronimo FTBCC, costituisce l'organismo associativo delle Banche di Credito Cooperativo (BCC) della regione a cui fornisce rappresentanza, assistenza, consulenza e formazione.
La Federazione è, a sua volta, associata a Federcasse, la Federazione Italiana delle BCC-CR.

## Storia
La Federazione nasce nel 1959 con il nome di Federazione Toscana delle Casse Rurali ed Artigiane. Ha assunto la denominazione attuale il 4 dicembre 1993, come previsto dal Testo Unico Bancario.

## Organizzazione
A gennaio 2023 sono 13 in 7 province della Toscana le Banche di Credito cooperativo associate alla Federazione, per un totale di 300 agenzie, più di 145.000 soci ed oltre 605.000 clienti.

### Banche associate
Le 13 Banche associate sono le seguenti in ordine di provincia di appartenenza:
- Arezzo:
  - Banca del Valdarno Credito Cooperativo: nacque a San Giovanni Valdarno nel 1912 come "Cassa Rurale ed Artigiana di San Giovanni Valdarno". Nel 1993 l'istituto diviene "Banca di Credito Cooperativo di San Giovanni Valdarno", mentre nel maggio del 2000 assume l'attuale denominazione. Ha sede a San Giovanni Valdarno, ma opera anche nella vicina provincia di Firenze.
  - Banca di Anghiari e Stia - Credito Cooperativo
- Firenze:
  - Banco Fiorentino - Mugello Impruneta Signa - Credito Cooperativo: nato nel luglio 2016 in seguito alla fusione delle omonime 3 BCC.
  - Banca di Credito Cooperativo di Pontassieve: nasce a Pontassieve il 19 aprile 1903 come "Cassa Rurale di Depositi e Prestiti di Pontassieve". Nel 1994 diventa l'attuale "Banca di Credito Cooperativo di Pontassieve". La sede è nell'omonima località e conta 9 filiali[5].
  - Credito Cooperativo Valdarno Fiorentino Banca di Cascia: fondata nel 1902 con il nome di "Cassa rurale di depositi e prestiti di San Pietro a Cascia", poi variato in "Banca di Credito Cooperativo di Cascia di Reggello". Questa denominazione, nota anche come BCC di Cascia di Reggello o semplicemente Banca di Cascia, è stata adottata fino al primo semestre del 2009[6] quando è stata sostituita da quella attuale. Ad oggi è l'istituto più antico tra quelli aderenti alla Federazione Toscana BCC. Opera nei comuni di Reggello, Figline Valdarno, Rignano sull'Arno ed Incisa in Valdarno[7].
- Grosseto: 
  - Banca Tema Terre Etrusche e di Maremma - Credito Cooperativo[8]
- Livorno:
  - Banca dell'Elba - Credito Cooperativo
- Lucca:
  - Banca della Versilia Lunigiana e Garfagnana[9]
- Pisa:
  - Banca Pisa e Fornacette
- Pistoia:
  - Banca Alta Toscana Credito Cooperativo
  - Banca di Pescia e Cascina - Credito Cooperativo

- Siena:
  - ChiantiBanca - Credito Cooperativo: nasce nel 2010 a Siena, a sua volta dall'unione di due banche: 
    - Banca di Credito Cooperativo del Chianti Fiorentino: fondata a San Casciano in Val di Pesa nel 1909 su iniziativa di don Narciso Fusi e di don Adriano Bartoloni, come  Cassa Depositi e Prestiti in San Casciano. Nel 1937 l'istituto diviene  Cassa Rurale ed Artigiana fino al 1990 quando la banca - aumentato il proprio bacino di utenza - assume il nome di  Cassa Rurale ed Artigiana del Chianti Fiorentino. Quattro anni dopo diventa la Banca di Credito Cooperativo del Chianti Fiorentino. Nel 1995 inaugura la nuova sede della direzione generale che è quella attuale della ChiantiBanca.
    - Banca Monteriggioni - Credito Cooperativo: fondata, con il nome di  Cassa Rurale Cattolica di Monteriggioni, il 18 ottobre 1924 per opera di un gruppo di abitanti appartenenti alla comunità di Badesse, nelle immediate vicinanze di Siena, su iniziativa di Don Muzzi. Nel 1937 una legge del regime fascista toglie l'aggettivo “Cattolica” dalla denominazione dell'istituto che diventa così la  Cassa Rurale ed Artigiana di Monteriggioni. Nel 1962 la sede viene trasferita in località Fontebecci, tra i comuni di Monteriggioni e Siena, dove oggi insiste la sede legale della Banca. Nel 1994, a seguito dell'entrata in vigore della legge 385/1993, la denominazione di Cassa Rurale è abbandonata per fare posto a quello di Banca: la nuova denominazione diventa quindi quella di "Banca Monteriggioni - Credito Cooperativo", mantenuta fino alla fusione.

  - Banca Centro Credito Cooperativo Toscana Umbria

### Management
Presidente della Federazione è Matteo Spanò, dal 9 giugno 2016; Direttore della Federazione è Alessandro Moretti.